# جائحة فيروس كورونا في فرجينيا 2020
تعتبر جائحة كوفيد 19 في ولاية فرجينيا جزءًا من جائحة كوفيد 19 الجارية. بُلغ عن أول حالة مؤكدة بالولاية يوم 7 مارس عام 2020. وحتى يوم 25 يونيو 2020، كان هناك 59946 حالةً و1675 حالة وفاة بولاية فرجينيا الأمريكية (ألمعروفة رسميًا باسم كومنولث فرجينيا).

## الخط الزمني

### مارس

#### 7 إلى 10 مارس
في يوم 7 مارس، أكدت ولاية فرجينيا أولى حالاتها، وكان أحد أفراد قوات مشاة البحرية الأمريكية مُعينًا في قاعدة فورت بلفوار العسكرية. سافر هذا المريض مؤخرًا إلى خارج البلاد. وفي يوم 8 مارس، أبلغت الولاية عن حالتها الإيجابية الثانية الافتراضية، وكان رجلًا يبلغ من العمل 80 عامًا من مدينة فيرفاكس، والذي عاد مؤخرًا من رحلة بحرية في نهر النيل.
وفي يوم 9 مارس، أبلغت الولاية عن ثلاث حالات إيجابية افتراضية أخرى: رجل في منتصف الستينيات من عمره من مقاطعة أرلنغتون سافر دوليًا مؤخرًا، وسيدة من فيرفاكس وهي زوجة المريض الذي بُلغ عنه في اليوم السابق آنذاك، وأحد المقيمين بمقاطعة سبوتسيلفانيا. وبالتالي، ارتفع العدد الكلي للحالات إلى خمس حالات بالولاية. وفي يوم 10 مارس، أعلن المسؤولون الصحيون بمقاطعة لودون عن ظهور نتائج إيجابية افتراضية لاختبار فيروس كورونا المستجد لأحد المقيمين بالمقاطعة. وفي اليوم نفسه، كان هناك زوجان من مدينة فرجينيا بيتش ظهرت نتائجهما إيجابيةً افتراضيةً، وكان الزوجان في رحلة بحرية في نهر النيل، وأصبحا بذلك أول حالتين بمدينة هامبتون رودز الكبرى، ليرتفع العدد الكلي للحالات بالولاية إلى ثماني حالات.

#### 10 إلى 12 مارس
في يوم 11 مارس، أعلنت جامعة فرجينيا في شارلوتسفيل عن تقديم الحصص الدراسية عبر الإنترنت بدءًا من يوم 19 مارس «وحتى وقت يمكن التنبؤ به أن يمتد في المستقبل حتى نهاية الفصل الدراسي». وعلاوةً على ذلك، أصدر مسؤولو الجامعة حظرًا شاملًا على «جميع المناسبات التي تضم أكثر من مئة شخص»، مصرحين أن مثل هذه المناسبات «يجب أن تؤجل، أو تُلغى، أو تُجرى على نحو افتراضي». كان الإغلاق في أعقاب أول حالة مؤكدة لفيروس كورونا المستجد في وسط ولاية فرجينيا، وكان مراهقًا من مقاطعة هانوفر بالقرب من ريتشموند، والذي عاد من رحلة دولية إلى «إحدى الدول ذات التحذير من الدرجة الثالثة» في يوم 8 مارس. بُلغ أن المراهق «تحسنت حالته» في العزل المنزلي، وأكدت إدارة المدارس العامة بمقاطعة هانوفر أن هذا المراهق ليس طالبًا حاليًا ولا يدرس في أي مدرسة عامة بالمقاطعة.
في يوم 12 مارس، صرح الحاكم رالف نورثام بحالة الطوارئ، وحظر السفر خارج الولاية للموظفين الحكوميين، بعد تضاعف العدد الكلي للحالات بالولاية منذ آخر تحديث. علقت العديد من إدارات المدارس العامة بالمقاطعات مثل لودون، وبرينس ويليام، وستافورد، وفيرفاكس حصصها الدراسية.

#### 13 إلى 15 مارس
في يوم 13 مارس، ازداد العدد الكلي للحالات بالولاية بمقدار 13 حالةً، ليصبح العدد الكلي للحالات المؤكدة 30 حالةً. علق الحاكم رالف نورثام جميع المدارس من مرحلة رياض الأطفال إلى الصف الثاني عشر بالولاية لمدة أسبوعين على الأقل.
وفي مساء يوم 14 مارس، أعلن القطاع الصحي في فرجينيا عن زيادة عدد الحالات الإيجابية إلى 41 حالةً. أعلن القطاع أيضًا عن أول حالة وفاة بالولاية بسبب فيروس كورونا المستجد: وكان رجلًا في السبعينيات من عمره توفي بسبب فشل تنفسي. لم يُعلن عن المقاطعة التي توفي بها هذا الرجل، ولكن أُعلن أنه كان من المنطقة الصحية لشبه الجزيرة. وفي اليوم نفسه أعلنت كلية ويليام وماري عن إصابة أحد أفراد طاقمها بالمرض.
في يوم 15 مارس، أعلن قطاع الصحة في فرجينيا عن ارتفاع عدد الحالات المؤكدة إلى 45 حالةً، وكان بمقاطعة فيرفاكس عشر حالات، وهو أكبر عدد للحالات بالولاية مقارنةً بمقاطعاتها الأخرى.

#### 16 إلى 20 مارس
في يوم 16 مارس، أكدت جامعة فرجينيا إصابة حالتها الأولى، وهي إحدى أعضاء طاقم الجامعة في أواخر الخمسينيات من عمرها. أعلن القطاع الصحي بولاية فرجينيا عن ست حالات إيجابية إضافية لفيروس كورونا المستجد بالإضافة إلى حالة الوفاة الثانية بالولاية. كانت حالة الوفاة لرجل في السبعينيات من عمره بمنطقة شبه الجزيرة وتوفي بسبب فشل تنفسي. رفعت هذه الحالات العدد الكلي للحالات الإيجابية بالولاية إلى 51 حالةً.
في يوم 19 مارس، أبلغت ولاية فرجينيا عن أول حالة إصابة لفيروس كورونا المستجد لأحد الأطفال، وكان طفلًا لم يبلغ العاشرة من عمره بمقاطعة غلوستر.
في يوم 20 مارس، فعَّل الحاكم نورثام الحرس الوطني بولاية فرجينيا وعناصر من قوات الدفاع بالولاية. أعلنت الولاية عن وجود 114 حالةً بها لمرض كوفيد 19، مع وجود 20 حالةً تُعالج بالمستشفيات.

#### 23 مارس
أغلق الحاكم نورثام جميع المدارس الخاصة والعامة حتى نهاية السنة الأكاديمية. أعلن جيري فولويل الابن، رئيس جامعة ليبرتي، أن الجامعة ستعيد فتح مساكن الطلبة للطلاب الذين يرغبون في العودة إلى الحرم الجامعي من عطلة الربيع، بالرغم من تقديم الحصص الدراسية عبر الإنترنت. طُلب من طاقم الجامعة والكلية أن يعاودوا العمل. وظل كلا القرارين محل جدل واسع.

#### 30 مارس
أصدر الحاكم نورثام بعد ظهر يوم 30 مارس، أمرًا بالبقاء في المنزل، على أن يظل ساريًا حتى يوم 10 يونيو ما لم يُعدل أو يُلغى من خلال أمر تنفيذي آخر. أصدر كل من حاكم ولاية ماريلند لاري هوغان، وعمدة قطاع كولومبيا موريل بوزر، أوامر مشابهةً في اليوم نفسه.

### أبريل

#### 3 أبريل
في يوم 3 أبريل، أعلن الحاكم نورثام أن مركز دالاس للمعارض سيكون موقعًا مؤقتًا لأول مستشفى ميداني في فرجينيا الشمالية. ومن المتوقع إقامة ثلاثة مستشفيات ميدانية في جميع أنحاء الكومنولث. من المتوقع أن يبدأ موقع معارض دالاس في العمل بحلول منتصف شهر مايو.

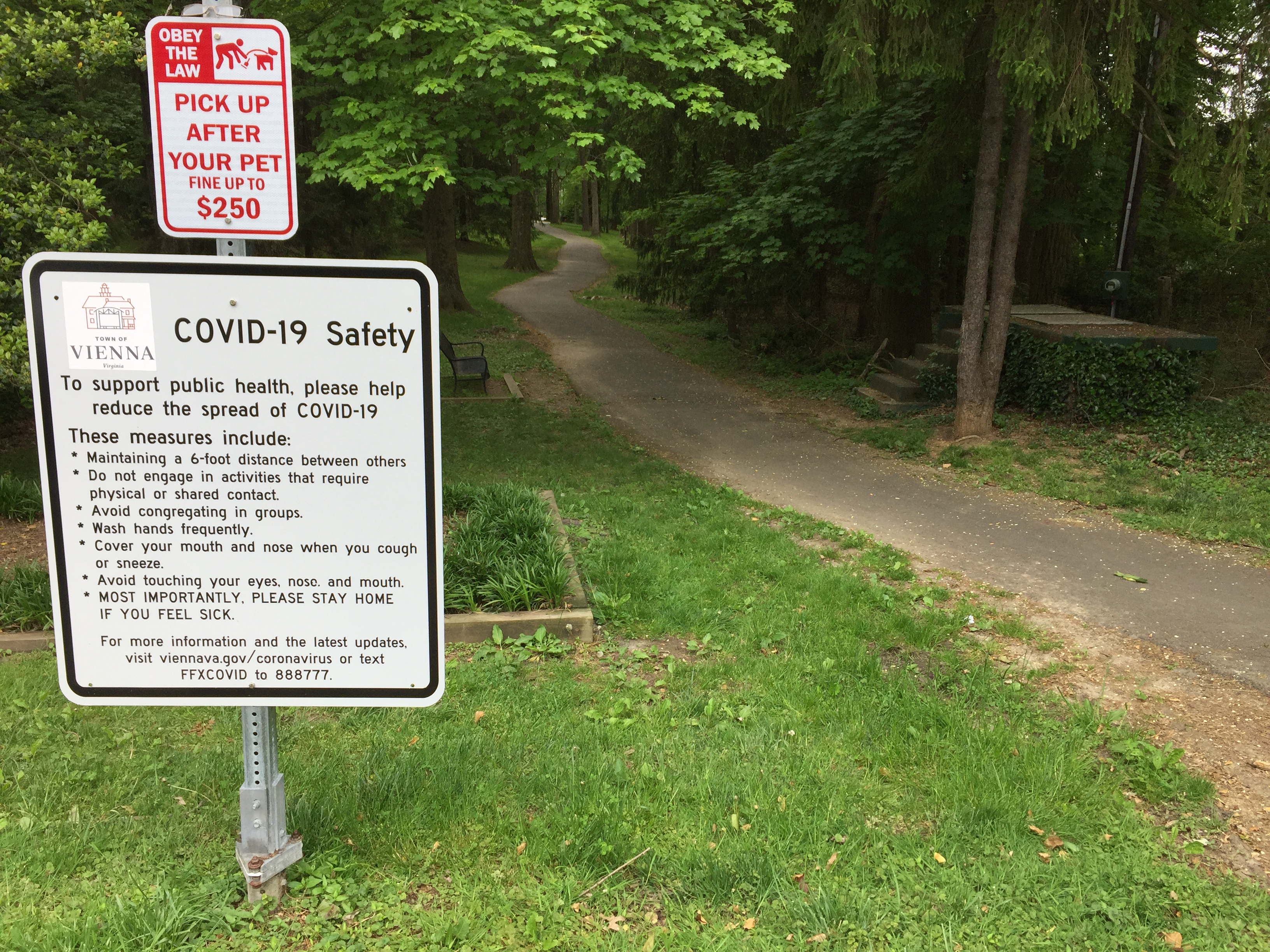
لافتة معدنية عن كوفيد 19 بإحدى حدائق فيينا (فرجينيا).

#### 13 أبريل
في يوم الإثنين الموافق 13 أبريل، أعلنت وكالة رويترز أن 42 حالةً من حالات الوفاة لكوفيد 19، البالغ عددها 154 حالةً، توفيت في مركز كانتربيري لإعادة التأهيل والرعاية الصحية في مقاطعة هنريكو، وهو دار تمريض موجود بالقرب من مدينة ريتشموند. يعتبر هذا التفشي أحد أسوأ حالات تفشي فيروس كورونا المستجد في الولايات المتحدة.

### مايو إلى يوليو
بدأت المرحلة الأولى من إعادة فتح ولاية فرجينيا يوم 15 مايو بمعظم أنحاء الولاية. تأخرت المرحلة الأولى حتى يوم 29 مايو في المنطقة الشمالية من فرجينيا، خاصةً في المقاطعات أرلنغتون، وفيرفاكس، ولودون، وبرينس ويليام؛ وفي المدن الإسكندرية، ومدينة فيرفاكس، وفولز تشيرش، وماناساس، وبارك ماناساس، بالأضافة إلى ريتشموند ومقاطعة أكوماك.
بدأت المرحلة الثانية في جميع أنحاء فرجينيا يوم 12 يونيو، وبدأت المرحلة الثالثة في يوم 1 يوليو.

## التوقعات
وضع عدد من المنظمات نماذج بغرض توقع خط سير تفشي فيروس كوفيد 19. وضع معهد القياسات الصحية والتقييم التابع لجامعة واشنطن في سياتل أحد هذه النماذج (نموذج معهد القياسات الصحية والتقييم IHME). وضع «بين ميدسن»، وهو ائتلاف بين مدرسة بيريلمان للطب بجامعة بنسلفانيا ونظام الرعاية الصحية بالجامعة في مدينة فيلادلفيا نموذجًا آخرًا، وهو النموذج الوبائي لآثار كوفيد 19 الواقعة على المستشفيات (CHIME). يختلف كلا النموذجين في الوسائل التي يحسب من خلالها كل نموذج فاعلية التباعد الاجتماعي في خفض عدد الحالات الجديدة لكوفيد 19، بالإضافة إلى اختلافات أخرى.
وحتى يوم 6 أبريل، كان نموذج CHIME يتوقع وصول الآثار الواقعة على المستشفيات نتيجة تفشي كوفيد 19 إلى ذروتها، والتي كانت ستحدث في المنطقة الشمالية من فرجينيا بنهاية شهر يونيو. وفي يوم 24 أبريل، توقع نموذج IMHE وصول استخدام موارد مستشفيات فرجينيا، بالإضافة إلى أعداد الوفيات اليومية لكوفيد 19، إلى ذروتهما.

## استجابات الحكومة
في يوم 10 مارس، أعلنت إدارة المدارس العامة لمقاطعة فيرفاكس أنها ستُغلق المدارس يوم 13 مارس على أن تبدأ الانتقال إلى نظام تقديم الحصص الدراسية عبر الإنترنت في يوم 16 مارس إذا استلزم إغلاق منظومة المدارس. وفي يوم 15 مارس، أُعلن عن إغلاق جميع المدارس، بالإضافة إلى المباني الإدارية الخاصة بها، في مقاطعة فيرفاكس حتى يوم 10 أبريل.
في يوم 12 مارس، صرح الحاكم نورثام بحالة الطوارئ. فعَّل هذا التصريح مركز عمليات طوارئ ولاية فرجينيا، وحظر التلاعب بالأسعار، وفعل حالة الخدمة النشطة للحرس الوطني بولاية فرجينيا، ومنح الولاية حق التصرف في مبلغ 10 ملايين دولار أمريكي لأي جهود خاصة بعمليات التعافي والاستجابة بسبب فيروس كورونا المستجد. صرح نورثام أن الإدارات المحلية للمدارس ستُمنح الحق في اتخاذ قراراتها الخاصة بشأن إغلاق المدارس.
يمنح قانون ولاية فرجينيا مسؤولي السلطات القضائية المحلية، الذين أصدروا تصريحات لحالات الطوارئ المحلية، حق «التحكم، أو تقييد، أو تخصيص، أو تنظيم الاستخدام، والبيع، وإنتاج وتوزيع الطعام، والوقود، والملابس والسلع الأخرى، والمواد، والبضائع، والخدمات وأنظمة الموارد الموجودة فقط ضمن نطاق هذه السلطة القضائية والتي لا تؤثر على الأنظمة المؤثرة على التقسيمات السياسية الفرعية الأخرى أو المجاورة» دون الخضوع لإشراف أو سيطرة حاكم الولاية. وفي يوم 13 مارس، وقَّع مدير مقاطعة أرلنغتون على هذا التصريح، والذي صدَّق عليه مجلس المقاطعة في يوم 14 مارس.
اتخذت السلطات القضائية الأخرى بولاية فرجينيا قرارات مماثلةً:
13 مارس: صرح رئيس مجلس مشرفي مقاطعة ماديسون بحالة الطوارئ المحلية، وصدق المجلس بالإجماع على هذا التصريح في يوم 26 مارس.
14 مارس: صرح مدير مدينة الإسكندرية (فرجينيا) بحالة الطوارئ المحلية، ووافق مجلس المدينة على هذا التصريح في اليوم نفسه. صرح مجلس مدينة ستيفنز بحالة الطوارئ.
16 مارس: صرح المدير التنفيذي لإدارة الطوارئ بمقاطعة برينس ويليام بحالة الطوارئ المحلية. صرح مدير مقاطعة لودون بحالة الطوارئ المحلية، والتي صدق عليها مجلس مشرفي المقاطعة يوم 18 مارس. صرح مدير مقاطعة فاوكواير بحالة الطوارئ المحلية على أن تُطبق بدءًا من يوم 17 مارس. صرح مدير مقاطعة ستافورد بحالة الطوارئ المحلية. بدأ تطبيق حالة الطوارئ المحلية التي صرح بها مجلس مدينة فولز تشيرش. أصدرت مدينة فريدريكسبيورغ تصريحًا بحالة الطوارئ المحلية. أعلن مدير مدينة بورسيلفيل عن التصريح بحالة الطوارئ المحلية، والتي حدد مجلس المدينة يوم 24 مارس للتصديق عليها.
17 مارس: وقع المدير التنفيذي لمقاطعة فيرفاكس على التصريح بحالة الطوارئ المحلية، ووافق مجلس مشرفي المقاطعة على هذا التصريح. صرح مدير مقاطعة راباهانوك، بصفته مديرًا لإدارة الطوارئ، بحالة الطوارئ المحلية. صرحت مقاطعة سبتوتسيلفانيا بحالة الطوارئ المحلية. تبنى مجلس مشرفي مقاطعة كلارك تصريحًا بحالة الطوارئ المحلية. صرح مجلس مشرفي مقاطعة كلبيبر بحالة الطوارئ المحلية. أصدر المدير المحلي لإدارة الطوارئ بمقاطعة وارين تصريحًا بحالة الطوارئ المحلية، والذي وافق عليه مجلس مشرفي المقاطعة في اليوم نفسه. وافق مجلس مشرفي مقاطعة بيج على قرار يضم التصريح بحالة الطوارئ المحلية. صرح مدير مقاطعة شيناندوا بحالة الطوارئ المحلية، والتي حدد مجلس مشرفي المقاطعة يوم 24 مارس للتصديق عليها. تبنى عمدة ومجلس مدينة فيرفاكس تصريحًا بحالة الطوارئ المحلية. وقع مدير مدينة ماناساس على تصريح بحالة الطوارئ المحلية. صرح المدير المؤقت لمدينة وينشستر بحالة الطوارئ المحلية للمدينة.
18 مارس: وافق مجلس مدينة ليسبورغ على أن يصرح مدير المدينة بحالة الطوارئ المحلية، بصفته مديرًا لإدارة الطوارئ.
19 مارس: صرح مدير مقاطعة فريدريك بحالة الطوارئ المحلية.
23 مارس: صرح مجلس مدينة فرونت رويال «بمرسوم طوارئ كوفيد 19».
أصدر الحاكم نورثام، بعد ظهر يوم 17 مارس، أمرًا يسمح لجهات إنفاذ اقانون بتنفيذ حظر التجمعات التي تضم أكثر من عشرة أشخاص في الأماكن العامة؛ ومبكرًا في اليوم نفسه، بدا نورثام معارضًا لاتخاذ مثل هذه التدابير. أعرب بعض أصحاب المطاعم قبل ذلك عن عدم رضاهم مع غياب التوجيهات من الحكومة.
في يوم 19 مارس، طلب مسؤولو ولاية فرجينيا من جهات إنفاذ القانون تجنب الاعتقالات على قدر المستطاع. وطلبت الإدارة أيضًا من القضاة اتخاذ بدائل لحجز المتهمين.
في يوم 23 مارس، أصدر نورثام أمرًا بحظر كافة التجمعات التي تضم أكثر من عشرة أشخاص داخل ولاية فرجينيا. ألزم هذا الأمر أيضًا إغلاق جميع المدارس العامة حتى نهاية العام الدراسي الحالي. منع الأمر أيضًا وصول العامة إلى أعمال الترفيه والتسلية، مثل صالات البولينغ، وقاعات التمرينات، والمسارح.
أغلق الأمر الصادر في يوم 23 مارس «أماكن تناول الطعام وأماكن التجمعات» في المطاعم، ومنشآت تناول الطعام، وصالات الطعام، وأسواق المزارعين، ومصانع الجعة، ومصانع الجعة الصغرى، ومصانع التقطير، ومصانع النبيذ وغرف التذوق، ولكن ظلت الأماكن الأخرى بهذه المنشآت مفتوحةً. أبقى الأمر أيضًا على فتح بعض «الأعمال التجارية الأساسية» المُحددة، بما يشمل الصيدليات، ومحلات البقالة، والبنوك، بالإضافة إلى أعمال تجارية أخرى. في يوم 26 مارس، أعلنت إحدى حانات مدينة الإسكندرية، التي كان قد زارها أحد المصابين بمرض كوفيد 19 في يوم 10 مارس و14 مارس و15 مارس، عبر صفحتها بموقع فيسبوك، عن أنها ستُغلَق فقط يوم 28 مارس لأعمال التنظيف والتطهير.
نص الأمر الصادر يوم 23 مارس بأن جميع المؤسسات التجارية «الأساسية» يجب أن تلتزم بتوصيات التباعد الاجتماعي إلى أقصى حد ممكن، وممارسات التطهير المُعززة على الأسطح المشتركة، بالإضافة إلى التوجيهات المخصصة الأخرى الخاصة بأماكن العمل من الولاية والسلطات الفيدرالية. نص الأمر أيضًا أن أي مؤسسة من المؤسسات التجارية الموجودة على أرض الواقع، والتي لم تُدرَج في الأمر على أنها «أساسية»، يجب أن تقلل من جميع عمليات التسوق الشخصي بها بعدد لا يزيد عن عشرة زبائن داخل كل مؤسسة، وأن تلتزم بتوصيات التباعد الاجتماعي، وتطهير الأسطح المشتركة، وتطبق التوجيهات الأخرى المتعلقة بالجائحة الخاصة بأماكن العمل من الولاية والسلطات الفيدرالية. نص الأمر أيضًا على وجوب إغلاق أي من هذه الأعمال التجارية إذا لم تستطع الالتزام بتقليل عدد الزبائن إلى عشرة أشخاص فقط مع تطبيق متطلبات التباعد الاجتماعي.
لم يحدد أمر نورثام ليوم 23 مارس أعمال البناء والتشييد على أنها «أساسية». ومع ذلك، ذكرت صحيفة الواشنطن بوست في يوم 28 مارس أن قطاع كولومبيا، وولايتي ماريلند وفرجينيا قد حددت أعمال التشييد، بالإضافة إلى العديد من الأنواع الأخرى من الأعمال التجارية، على أنها أساسية. وذكرت الصحيفة أيضًا أن مشاريع التشييد ظلت قيد التنفيذ في هذه السلطات القضائية، وأن المتحدث الرسمي باسم نورثام ادعى أن الحكومة الفيدرالية كانت قد حددت أن أعمال التشييد أساسيةً. ذكرت الصحيفة أيضًا أن قطاع النقل بولاية واشنطن كان قد علق العمل على جميع مشاريعه تقريبًا، وأن حاكم واشنطن كان قد فسر أمر البقاء بالمنزل الذي أصدره لينص أن أعمال التشييد لم تكن تعتبر نشاطًا أساسيًا.
تضع توجيهات وزارة الأمن الداخلي بالولايات المتحدة ليوم 28 مارس بعض أعمال البنية التحتية الأساسية الهامة في قوائم على أنها «أساسية» مثل تشييد منشآت وخدمات الإقامة والسكن، والمنشآت المتعلقة بالطاقة، وتقنيات الاتصالات والمعلومات، والأعمال العامة التي تتضمن تشييد البنية التحتية الاستراتيجية أو الهامة والبنية التحتية المؤقتة المطلوبة لدعم استجابة البلاد لجائحة كوفيد 19، أو بعض أنواع المنشآت الأخرى المعينة التي تقوم عليها بعض العمليات المجتمعية أو الحكومية، أو المنشآت الهامة، أو الاستراتيجية، أو الأساسية من ناحية أخرى. لا تحتوي التوجيهات على أي من مثل هذه القوائم للأنواع الأخرى من أعمال التشييد.
في يوم 25 مارس، أصدر كل من نورثام ومفوض الصحة بالولاية أمرًا بطوارئ الصحة العامة، والذي منع المستشفيات الخارجية للمرضى الداخليين والخارجيين، ومراكز التنظير الداخلي المستقلة، وعيادات الأطباء، وعيادات جراحي الأسنان، وعيادات تقويم الأسنان، وعيادات طب لب الأسنان من تقديم الإجراءات والجراحات التي تتطلب ارتداء معدات الوقاية الشخصية (PPE)، والتي لا يحتمل أن تسبب أضرارًا للمرضى أو تؤثر على صحتهم بشكل سلبي أو تسبب إعاقةً أو وفاةً لهم إذا أُجلت. لم يتضمن هذا المنع زيارات المرضى الخارجيين بالعيادات الخارجية الموجودة بالمستشفيات.
في يوم 30 مارس، أصدر نورثام أمرًا بالبقاء في المنزل، على أن يظل هذا الأمر ساريًا حتى يوم 10 يونيو ما لم يُعدل أو يُلغى. ألزم هذا الأمر جميع الأشخاص في الولاية بالقاء داخل أماكن إقامتهم، مع بعض الاستثناءات المعينة، والتي تتضمن التنقل من أجل العمل، ومن أجل الحصول على الطعام، وللقيام بالتمرينات خارج المنزل.
في يوم 10 أبريل، ذكر معهد القياسات الصحية والتقييم التابع لجامعة واشنطن في سياتل أن ولاية فرجينيا لم تطبق إغلاقًا للخدمات غير الأساسية. وذكر المعهد أيضًا أن ولاية ماريند قد طبقت هذه الإغلاقات يوم 23 مارس، وقطاع كولومبيا يوم 25 مارس.
في يوم 15 أبريل، مُد الأمر الصادر في يوم 13 مارس، والذي كان سينتهي في يوم 23 أبريل، لينتهي بعد هذا المد في يوم 8 مايو. ظل أمر بقاء جميع المقيمين في الولاية بمنازلهم ساريًا حتى يوم 10 يونيو آنذاك.  
في يوم 16 أبريل، تجمع المتظاهرون في ميدان كابيتول بمدينة ريتشموند أمام منزل حاكم الولاية للاحتجاج على أوامر الإغلاق والبقاء بالمنزل التي أصدرها نورثام. وفي يوم 24 أبريل، قدم نورثام مخططًا مكونًا من أربع مراحل باسم «إلى الأمام يا فرجينيا»، وُضع بواسطة «مختصين مختلفين بمجالات الصحة والأعمال» من أجل تخفيف قيود الصحة العامة المتعلقة بجائحة كوفيد 19 «بأمان».

### النقد
في يوم 22 مايو، نشرت الواشنطن بوست مقالةً كتبها مارك جيه. روزيل، عميد مدرسة شار للسياسات والحكومة بجامعة جورج ماسون في فرجينيا. كتب روزيل أن الحاكم نورثام قد «تباطأ» خلال استجابة فرجينيا للجائحة. أشار روزيل أن نورثام بدا وأنه يتجاهل إرشادات مراكز السيطرة على الأمراض والوقاية منها (CDC) الخاصة بإعادة فتح الاقتصاد، وبالتالي تصرف وفقًا لآراء الرئيس دونالد ترامب.
في يوم 30 مايو، ذكرت الواشنطن بوست أن العديد من الجمهوريين، ورواد الأعمال، وبعض الديمقراطيين التقدميين كانوا يشتكون أن نورثام كان بطيئًا للغاية في إجراءات إعادة فتح فرجينيا، بينما كان يشتكي الديمقراطيون المعتدلون ومجموعات الأقليات أنه كان سريعًا للغاية. أشارت الصحيفة أن الإعلام الوطني كان يشير إلى تأخر برنامج اختبار فيروس كورونا المستجد الخاص بولاية فرجينيا مقارنةً ببرامج الولايات الأخرى. وعلاوةً على ذلك، بالرغم من الفشل الذي رُوج إعلاميًا على نحو واسع، سمح نورثام للأعمال التجارية غير الأساسية في فرجينيا أن تظل مفتوحةً إذا كانت قادرةً على الحفاظ على التباعد الاجتماعي، بينما أغلق حاكم ولاية ماريلند لاري هوغان جميع هذه الأعمال التجارية. ذكرت الصحيفة أيضًا أن ويليام إم. ستانلي الابن، عضو مجلس الولاية الجمهوري، قد وصف استجابة نورثام للجائحة بأنها كانت «سوء إدارة على نحو مطلق».
ترجمة تعليق الصورة بالفقرة: مطعم بحي كلارندون في مقاطعة أرلنغتون (فرجينيا) يقدم فقط خدمات تسليم الطعام في يوم 18 مارس.

## التأثير على الرياضة
بشأن رياضات الكليات، ألغت الرابطة الوطنية لرياضة الجامعات (NCAA) جميع بطولات الربيع والشتاء، وأشهرها بطولة القسم الأول للذكور وللإناث في كرة السلة، ما أثر على الكليات والجامعات بجميع أنحاء الولاية. وفي يوم 16 مارس، ألغت الرابطة الوطنية لرياضة الكليات الصغرى أيضًا ما تبقى من مواسم الشتاء بالإضافة إلى مواسم الربيع.
في يوم 17 مارس، أُعلن عن تأجيل بطولة الكأس الذهبي لولاية فرجينيا، والتي كان مُخطط إقامتها في يوم 2 مايو، حتى يوم 20 يونيو.